# Sessantuna
Sessantuna è un'opera celebrativa realizzata dallo scultore e designer italiano Gaetano Pesce insieme all'azienda italiana Cassina per celebrare i 150 anni dell'unità d'Italia. L'opera è stata realizzata partendo da un prodotto di disegno industriale realizzato dal matrimonio fra l'azienda torinese e l'artista ligure già nel 1980: Sansone.

## Descrizione dell'opera
L'opera è formata da sessantuno tavoli realizzati a mano ottenuti colando della resina mescolata ai colori della bandiera italiana in uno stampo e lasciati solidificare a freddo. L'artigianalità dell'operazione e le varie tecniche creative impiegate hanno permesso di realizzare ogni tavolo diverso dall'altro per forma e riempimento di colore. Le gambe di ogni tavolo sono completamente indipendenti l'una dall'altra permettendo così di ruotarle a piacimento. L'opera ha misure indicative di 25 x 20 metri. Ogni tavolo racconta anche la storia dell'area geografica o avvenimento storico che egli rappresenta

## Concept di progetto
L'opera, alla quale è stato dato un nome femminile, rappresenta l'Italia divisa in sessantuno parti, comprese le grandi isole e le isole minori. Pesce vede l'Italia come una grande signora e nella sua opera decide di chiamarla Sessantuna. 1861 infatti è l'anno di fondazione del Regno d'Italia. 61 tavoli che insieme parlano di un'unica cosa comune. Gaetano Pesce, durante un'intervista ha ammesso di essere stato estremamente soddisfatto della realizzazione di quest'opera, non solo per l'elaborato finale e i valori che rappresenta ma anche per l'ambiente che si è formato nel luogo della loro realizzazione, trasformando infatti la fabbrica in un luogo di cultura, come è successo nell'Italia rinascimentale.

## Presentazione
Il 21 giugno 2010 a Roma il Presidente della Repubblica Giorgio Napolitano ha preso visione del progetto e di uno dei tavoli che successivamente avrebbero completato l'opera (il tavolo numero 40, "Ventotene")